# Carmen Phillips (Schauspielerin, 1937)
Carmen Phillips (* 10. Januar 1937 in Chicago, Illinois; † 22. September 2002 in Hollywood, Kalifornien) war eine US-amerikanische Schauspielerin.

## Leben
Sie begann ihre Karriere am Broadway und gab ihr Filmdebüt 1958 in Party Girl. Ende der 1950er Jahre absolvierte sie eine Ausbildung an der Schauspielschule von MGM. Sie wurde eines der Glamourgirls von MGM. Bis zuletzt 1969 trat sie rund drei Dutzend Film- und Fernsehproduktionen in Erscheinung.
Sie war mit David Morin verheiratet.

## Filmographie (Auswahl)
- 1958: Alfred Hitchcock präsentiert (Alfred Hitchcock Presents, Fernsehserie, Folge 3x17)
- 1958: Mit Siebzehn am Abgrund (High School Confidential)
- 1958: Das Mädchen aus der Unterwelt (Party Girl)
- 1958: Verdammt sind sie alle (Some Came Running)
- 1959: Immer die verflixten Frauen (Ask Any Girl)
- 1959: Eine tolle Nummer (It Started with a Kiss)
- 1959: Peter Gunn (Fernsehserie, Folge 2x08)
- 1960: Meisterschaft im Seitensprung (Please Don’t Eat the Daisies)
- 1960: Perry Mason (Fernsehserie, Folge 3x20 Der Fall mit dem weinenden Engel)
- 1960: Die Kellerratten (The Subterraneans)
- 1960: Frankie und seine Spießgesellen (Ocean’s 11)
- 1960: 77 Sunset Strip (Fernsehserie, Folge 3x13)
- 1960: Der zweite Mann (The Deputy, Fernsehserie, Folge 2x11)
- 1960/1961: Ein Fall für Michael Shayne (Michael Shayne, Fernsehserie, 2 Folgen)
- 1961: Route 66 (Fernsehserie, Folge 1x20)
- 1961: Am Fuß der blauen Berge (Laramie, Fernsehserie, Folge 3x08)
- 1962: Convicts 4
- 1962: Sacramento (Ride the High Country)
- 1962–1965: Alfred Hitchcock zeigt (The Alfred Hitchcock Hour, Fernsehserie, 4 Folgen)
- 1963: Heute Abend Dick Powell (The Dick Powell Show, Fernsehserie, Folge 2x16)
- 1963: Getrennte Betten (The Wheeler Dealers)
- 1963–1964: The Lieutenant (Fernsehserie, 10 Folgen)
- 1964: Marnie
- 1966: Laredo (Fernsehserie, Folge 1x21)
- 1966: Don't Worry, We'll Think of a Title
- 1967: Games
- 1969: Easy Rider